# Civet de lapin
Le civet de lapin, longtemps considéré comme la viande des pauvres, est l'un des mets les plus appréciés au niveau international[réf. nécessaire]. Connu dès l'Antiquité sur le pourtour de la Méditerranée, le vin étant alors un des seuls moyens connus de préserver la viande de la putréfaction, il fut de toutes les tables au cours du Moyen Âge. Le lapin, jusqu'au XIXe siècle, était chassé au furet. Après qu'il a failli disparaître à cause de la myxomatose, les qualités de sa viande en font actuellement un mets de choix, inscrit à la table des plus grands restaurants, ou des plus populaires, en tant que plat du jour. Sa recette a fortement évolué au cours du temps.

## La viande des pauvres
Longtemps, le lapin fut une nourriture de pauvres. À ce titre, Grimod de La Reynière l'écartait de toutes les tables de renommée. Quant à Louis XVIII, il justifia le refus d'une faveur, en expliquant « que pour faire un civet, il fallait un lièvre ». Le roi de France considérait, lui aussi, qu'on fait un civet aristocratique avec du lièvre, et qu'avec le lapin on ne peut faire qu'un civet populaire.
En dépit de ces opinions, beaucoup considéraient déjà qu'il était possible de faire un succulent civet avec du lapin. Si le civet de lièvre n’est pas un mets de tous les jours, « tant il est puissant et échauffant, réservé aux chasseurs, aux sportifs, aux travailleurs manuels, aux banquets de fête », a contrario, celui de lapin convient parfaitement aux sédentaires.
En saison, le civet de lapin se trouvait couramment au menu des moissonneurs et des vendangeurs du Dauphiné. Il était aussi fréquent à la ferme que dans les bistrots d'ouvriers. Chez les paysans alsaciens, le repas du dimanche était, le plus souvent, composé d'un pot-au-feu, puis d'un civet de lapin et se concluait par un munster et une tarte aux fruits.
En Vivarais, le lapin était aussi de tous les menus dominicaux, le plus souvent en civet. Peu importait d'ailleurs la grosseur de l'animal ou l'importance de la famille. Puisque la sauce noire et onctueuse permettait d'accommoder aussi les pommes de terre, les carottes ou les champignons qui y étaient mis à mijoter. Ils servaient d'entrée, suivis du civet, puis généralement du fromage et de fruits de saison. 
Auguste Escoffier préconisait de préparer le lapin en civet, et suggérait « la possibilité de l'accommoder selon les recettes traditionnellement utilisées pour le lièvre, pour la volaille, pour le veau ». En 1986, Joël Robuchon revint aux fondamentaux en inscrivant à sa carte le civet de lapin au lard fumé, dont il nota que c'était la recette préférée de Robert Hossein.
Les amateurs de cuisine savent que le lapin est une viande peu calorique, riche en protéines et facile à cuisiner. Sa chair douce a, de plus, l'avantage de bien se marier avec le sucré, l'acide et le piquant, selon les goûts de chacun. Nombre de gourmets considèrent que le garenne est le plus succulent. Il corse la recette grâce à son goût de gibier. Ce qui ne signifie pas qu'un lapin de clapier, bien aromatisé, soit à négliger.

## Historique

### Furet et lapin

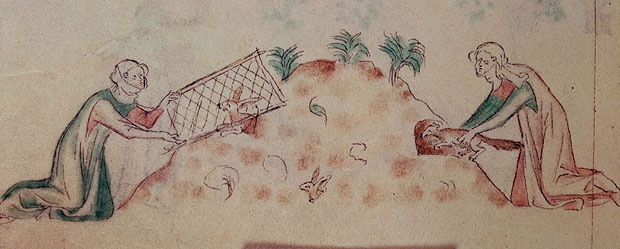
Femmes chassant le lapin au furet, Psautier de la reine Marie (1316-1321).

La chasse du lapin au furet fut pendant des siècles le meilleur moyen, pour la paysannerie, de se fournir à bon compte, et sans trop de risque, de viande fraîche. Contrairement à une légende encore fort répandue, il n'est pas originaire d'Afrique du Nord, d'où il serait passé en Espagne, avec les Arabes et le lapin. 
Strabon décrit la chasse aux lapins dans les Îles Baléares. Pour lutter contre la prolifération massive des léporidés, les habitants demandèrent de l'aide à l'empereur Auguste. Ce dernier leur envoya un animal dressé spécialement pour la chasse au lapin, qu'on musela et qu'on mit dans les terriers des lapins pour les faire sortir. Le mode opératoire est celui du furet à la chasse. Quant à Pline l'Ancien, il décrit la chasse au furet de la même manière qu'on la pratique au XXIe siècle. Au milieu du XIXe siècle, ce syllogisme était courant : « Le laboureur n'a pas de plus grand ennemi que le lapin, le furet est la bête noire du lapin, donc il protège l'homme contre le lapin. »

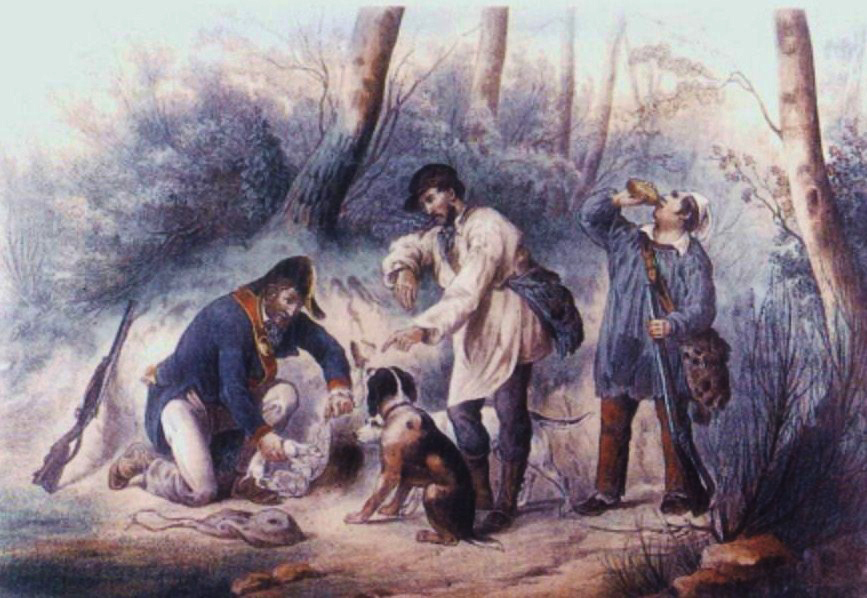
Chasse au furet, lithographie de Victor Adam.
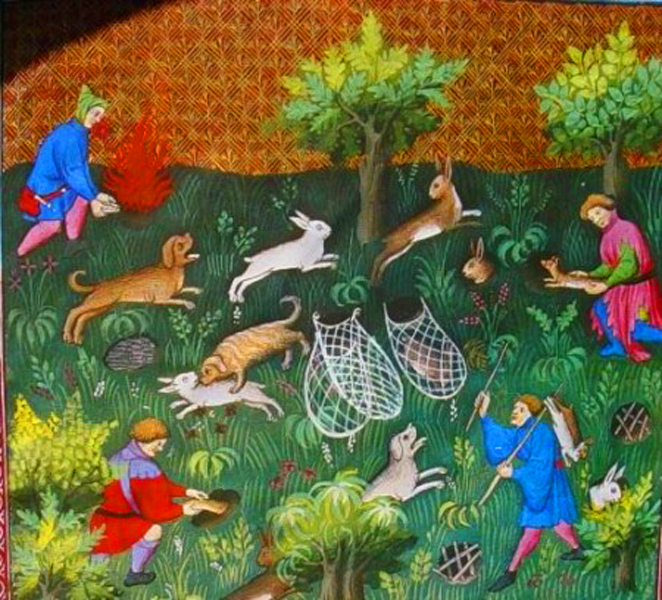
La chasse au furet, dans le Livre de chasse, de Gaston Fébus (1387).
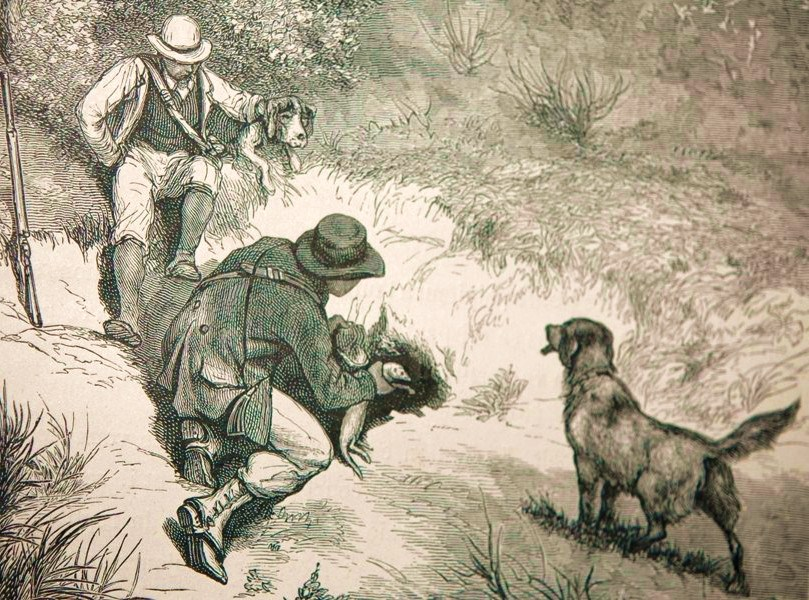
Chasse au furet (milieu du XIXe siècle).

Ce qui permit à certains créationnistes d'affirmer : « Le furet, qui ne vit qu'à l'état domestique, a été créé dans l'intérêt de l'espèce humaine, pour opposer une barrière aux envahissements du lapin, que sa fécondité excessive eût bientôt fait maître du globe. Cependant je ne saurais m'empêcher de lui savoir gré de son obéissance à l'homme ; car la déférence du furet pour l'homme est d'autant plus méritoire que rien ne le forçait à solliciter notre alliance, qu'il pouvait s'en passer mieux qu'aucune autre bête, et qu'il a, en définitive, plus perdu que gagné à la domestication. Celle du furet est, à mon sens, une des plus glorieuses démonstrations de la légitimité des prétentions de l'homme au titre de souverain absolu du globe. »

### Myxomatose

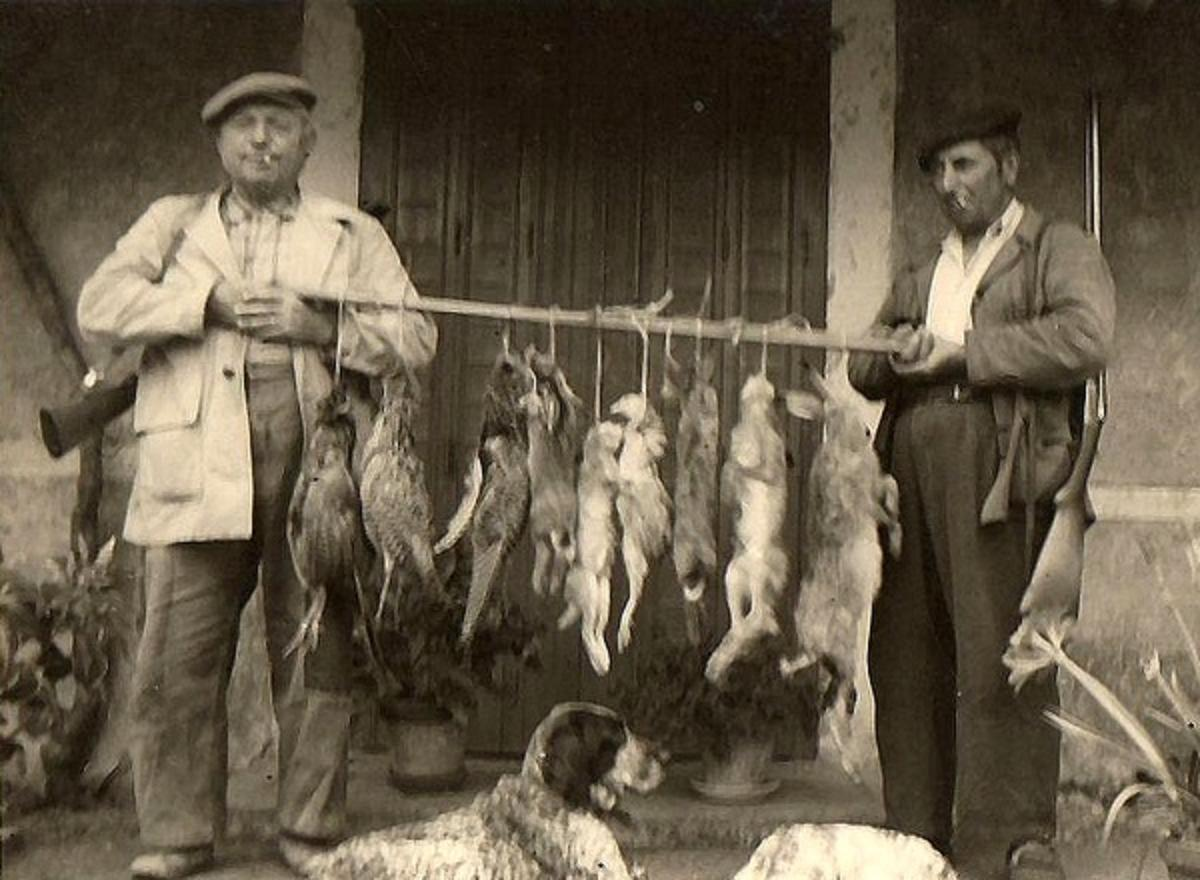
Tableau de chasse de lapins de garenne et autres gibiers avant la myxomatose.

Au cours des années 1950, la myxomatose, considérée comme un moyen biologique de lutter contre le lapin déclaré nuisible, fut introduite en Australie, puis en Europe. Les tableaux de chasse de lapins de garenne s'effondrèrent en 1953-1954, ne furent tirés qu'environ 15 % du total de lapins tués en 1951 et, en 1954-1955, ce taux chuta à 2 %, pour légèrement remonter en 1955-1956  (7 % environ) ; 90 à 98 % des lapins sauvages étaient donc morts de la myxomatose en France entre 1952 et 1955. L'importance des pertes chez le lapin domestique à cette époque s'avéra difficile à chiffrer. Dans les années 1950, peu d'élevages importants existaient. Il est probable que les élevages de type familial — en complément des autres activités agricoles —, les plus nombreux, furent les plus touchés.
En Suisse, la pratique du furetage (chasse à l'aide des furets) est interdite. En France, elle dépend d'une législation spécifique. L'usage du furet n'est autorisé que dans les lieux où le lapin est déclaré officiellement nuisible à l'agriculture. Les furets sont utilisés pour réguler leur population. Pour ce faire, ils sont introduits dans les terriers où ils poursuivent les lapins jusqu'à ce que ces derniers sortent à l'air libre. Là les attendent des filets posés par devant les terriers. Les lapins sont ensuite réintroduits dans des régions où ils sont en déficit à cause de la myxomatose. C'est la Fédération de chasse qui gère ces initiatives locales, conjointement avec les agriculteurs.

## Étymologie
Le terme civet est d'origine occitane. Il dérive de « cive » et « civette », qui nommaient les mets préparés avec des oignons, ail ou ciboulette. Le mot civet, même s'il désigne un mets odorant, ne doit donc rien à la présence de musc, produit par la civette.

## Évolution du civet de lapin

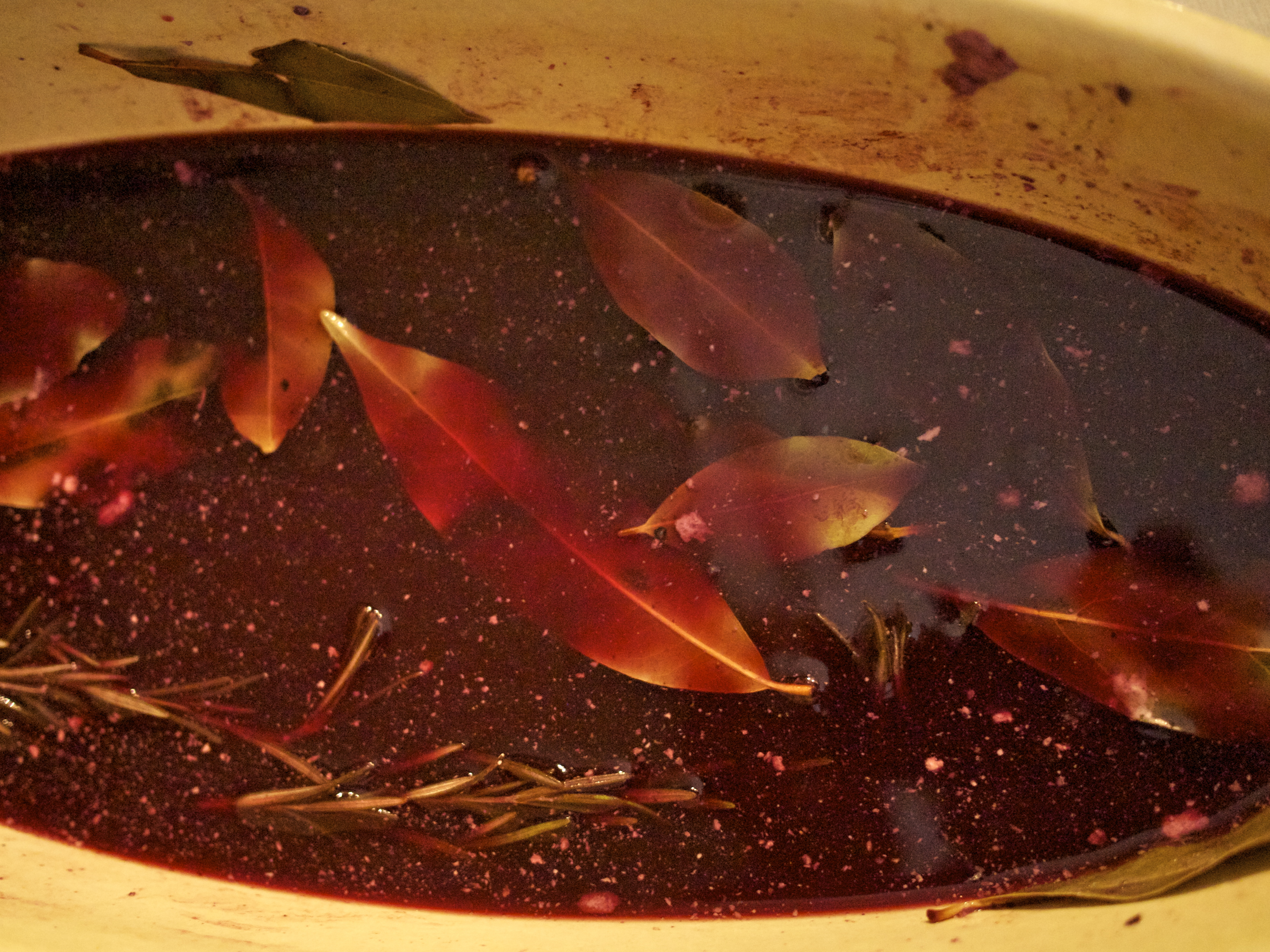
Marinade pour civet.

La viande du lapin doit être marinée dans le but de la rendre plus tendre, plus digeste et plus agréable à manger. La marinade se compose de vin rouge, dans lequel sont mis à tremper quelques oignons, du persil, du laurier et des branches de thym. Les morceaux de viande sont mis avec le vin et tous les ingrédients dans un pot de terre. Ils sont alors salés et poivrés.
Jusqu'au milieu du XIXe siècle, le vin était ajouté en dernier, avec quelquefois, de l'eau-de-vie et le sang du lapin. Cette mixture servait juste à arroser la viande, l'ensemble était alors déposé en un lieu plutôt chaud que froid. Deux fois par jour, on retirait la sauce et on mouillait avec un nouveau liquide. Ce marinage durait au moins vingt-quatre heures en été et deux ou trois jours en hiver.
La suite de la recette était aussi complexe que son début : « La viande séparée des épices, on en conserve le jus. On prépare ensuite le civet de la manière suivante : on fait griller un peu de lard, et avec un peu de farine, on fait un roux ; quand celui-ci est fini, on ajoute la viande qu'on retourne plusieurs fois jusqu'à ce que la cuisson soit à peu près complète, après quoi on triture le foie, on le délaye dans la sauce réservée, on y ajoute un peu de vin rouge et on finit de cuire. Par l'emploi des épices vulgaires, la viande, encore chaude, s'est aromatisée et attendrie par le marinage et surpasse en qualité la viande de lapin de garenne qui n'aurait pas subi cette préparation. »

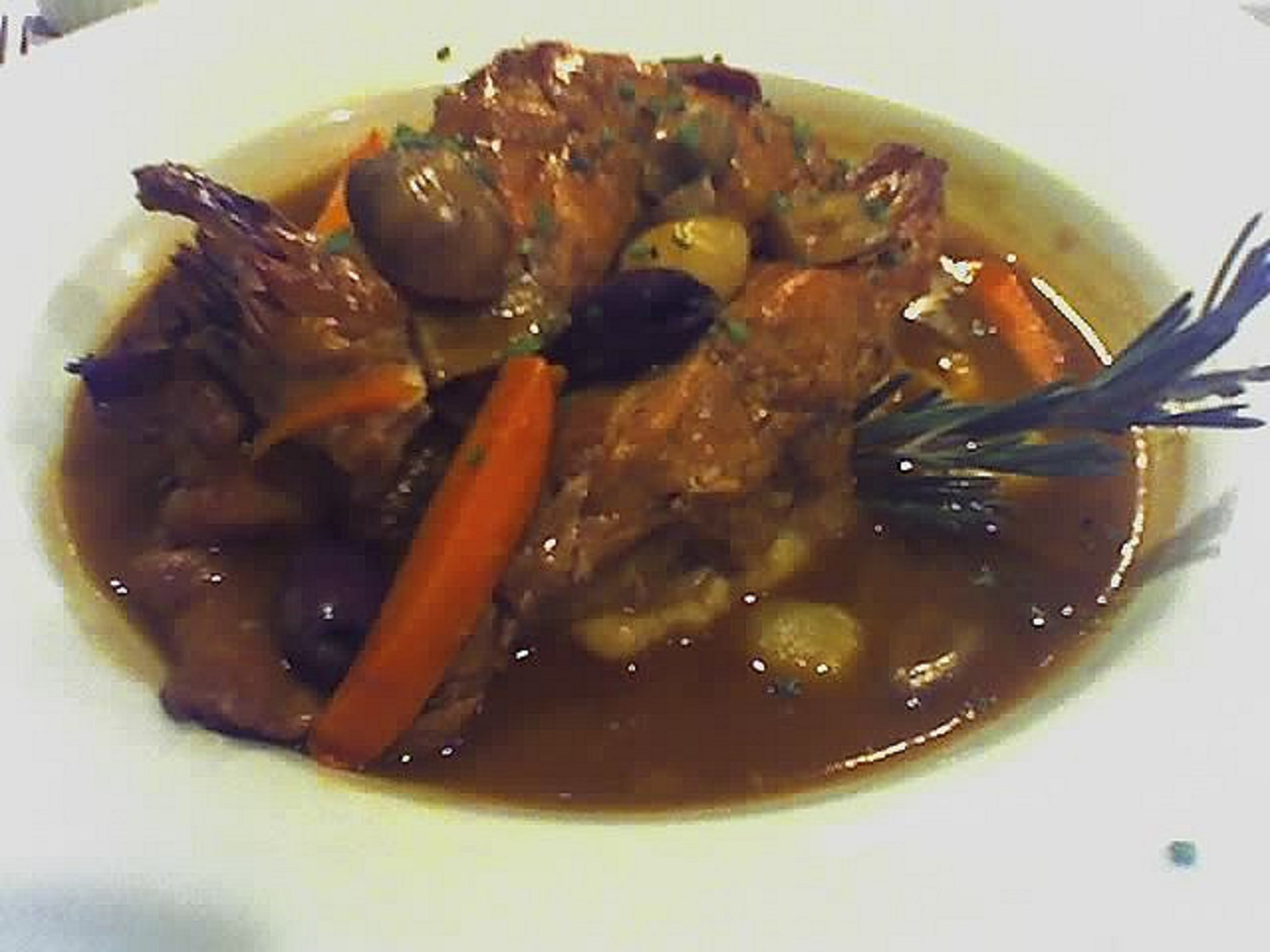
Civet de lapin à l'ancienne.

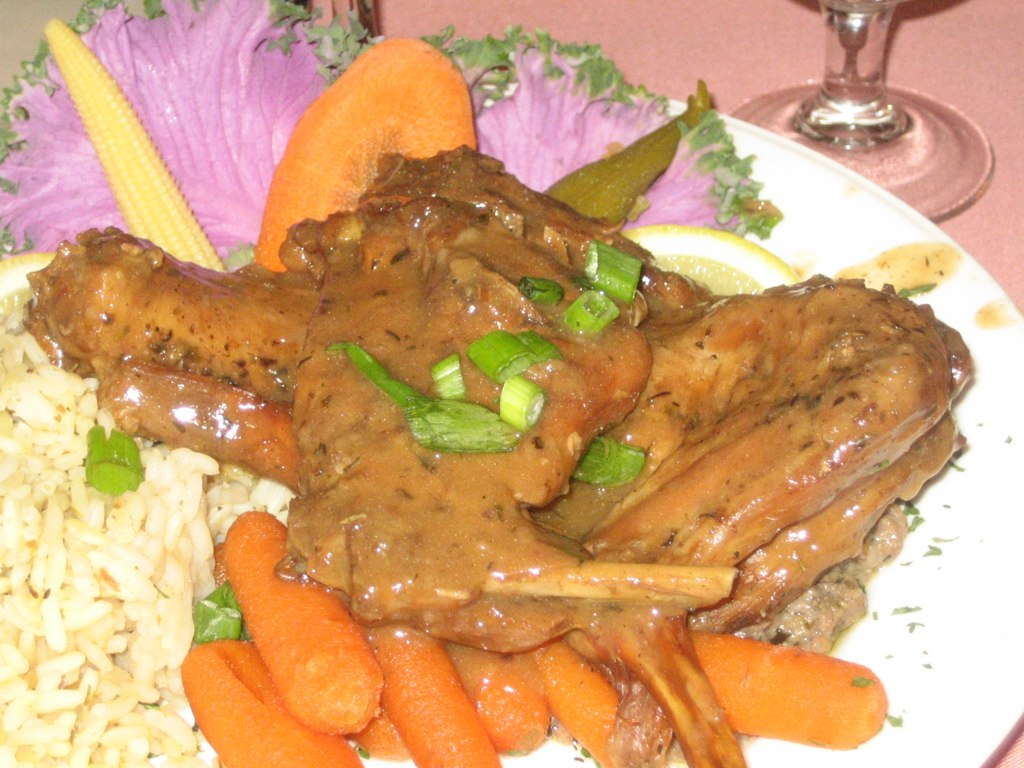
Civet de lapin à la créole.

De nos jours, la recette la plus classique est de faire revenir les morceaux de lapin marinés dans de l'huile d'olive avec des oignons et une gousse d'ail. Quand le tout est bien doré, les morceaux sont farinés, puis on ajoute la marinade de vin rouge avec sa feuille de laurier, sa branche de thym, le romarin, les clous de girofle, le sel et le poivre. Ce n'est qu'après un long mijotage, à faible ébullition, qu'est rajouté le sang qui ne doit pas cuire avec le reste. Une frontière gastronomique coupe en deux la province du Dauphiné. Au nord, on ajoute de la crème fraîche à la liaison au sang, dans le sud, c'est le thym qui parfume la sauce. 
Il existe de nombreux civets dans l'île de La Réunion, dont le civet de zourites. Se cuisinent ainsi, lors des repas de fêtes, le lapin, le cabri, le bœuf, le tangue et diverses volailles. Le civet (sivé) de lapin de l'île diffère de celui de la métropole par l'absence de liaison au sang et par l'ajout, en fin de cuisson, de tomates fraîches. Il est mariné dans du vin rouge de Cilaos avec oignons, ail et thym ; des oignons verts émincés et du persil sont ajoutés en fin de cuisson, tandis que l'excédent de jus de tomates est absorbé par des tranches de pain rassis. Il se consomme soit avec ce pain, soit avec du riz.

## Accord mets/vin

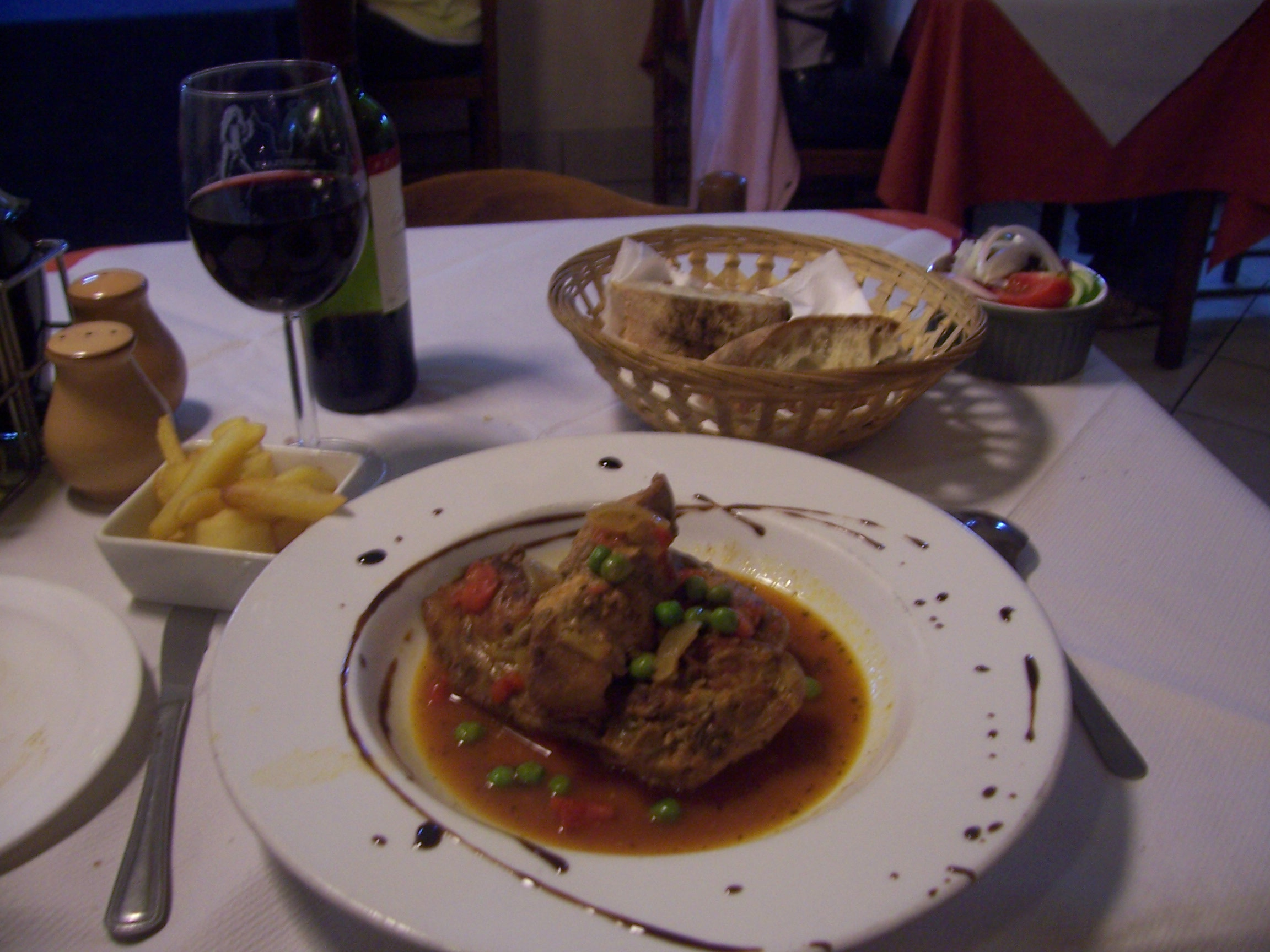
Civet de lapin et vin rouge.

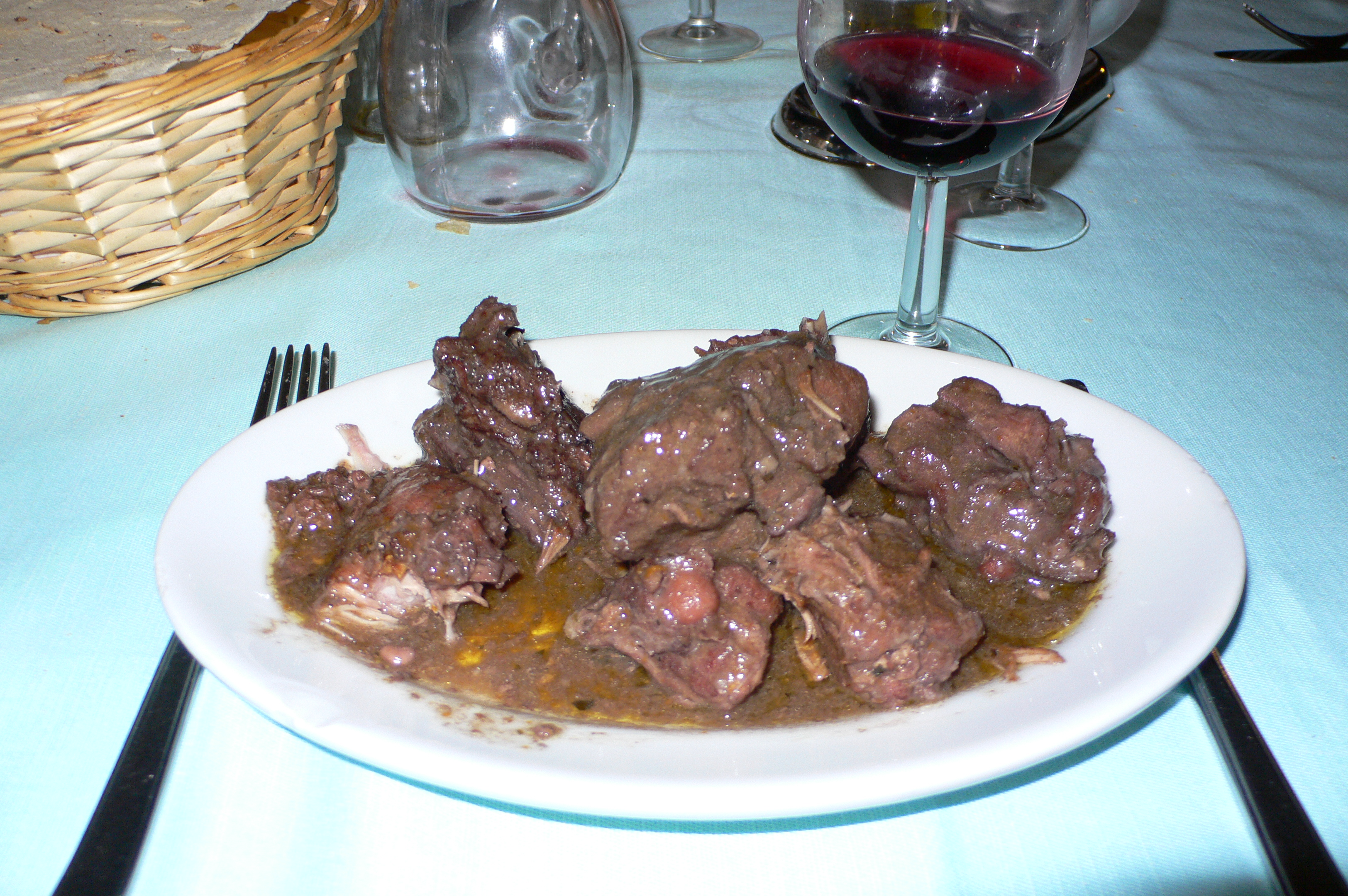
Vin rouge corsé et civet de lapin.

Le civet de lapin a une saveur assez puissante qui appelle les rouges, tant pour la marinade que pour l'accompagnement. Les vins de la vallée du Rhône et de la Bourgogne se révèlent parfaits : pommard, volnay, côte-de-nuits-villages, moulin-à-vent, châteauneuf-du-pape, gigondas, ventoux. Dans le Bordelais, un pomerol ou un saint-émilion conviennent également, tout comme les vins du Languedoc.
Peuvent aussi être conseillés, un corbières, un fitou, un gaillac, un minervois ou un  côtes-du-rhône villages et un côtes-de-provence, soit encore un vin de pinotage d'Afrique du Sud.